# Konark

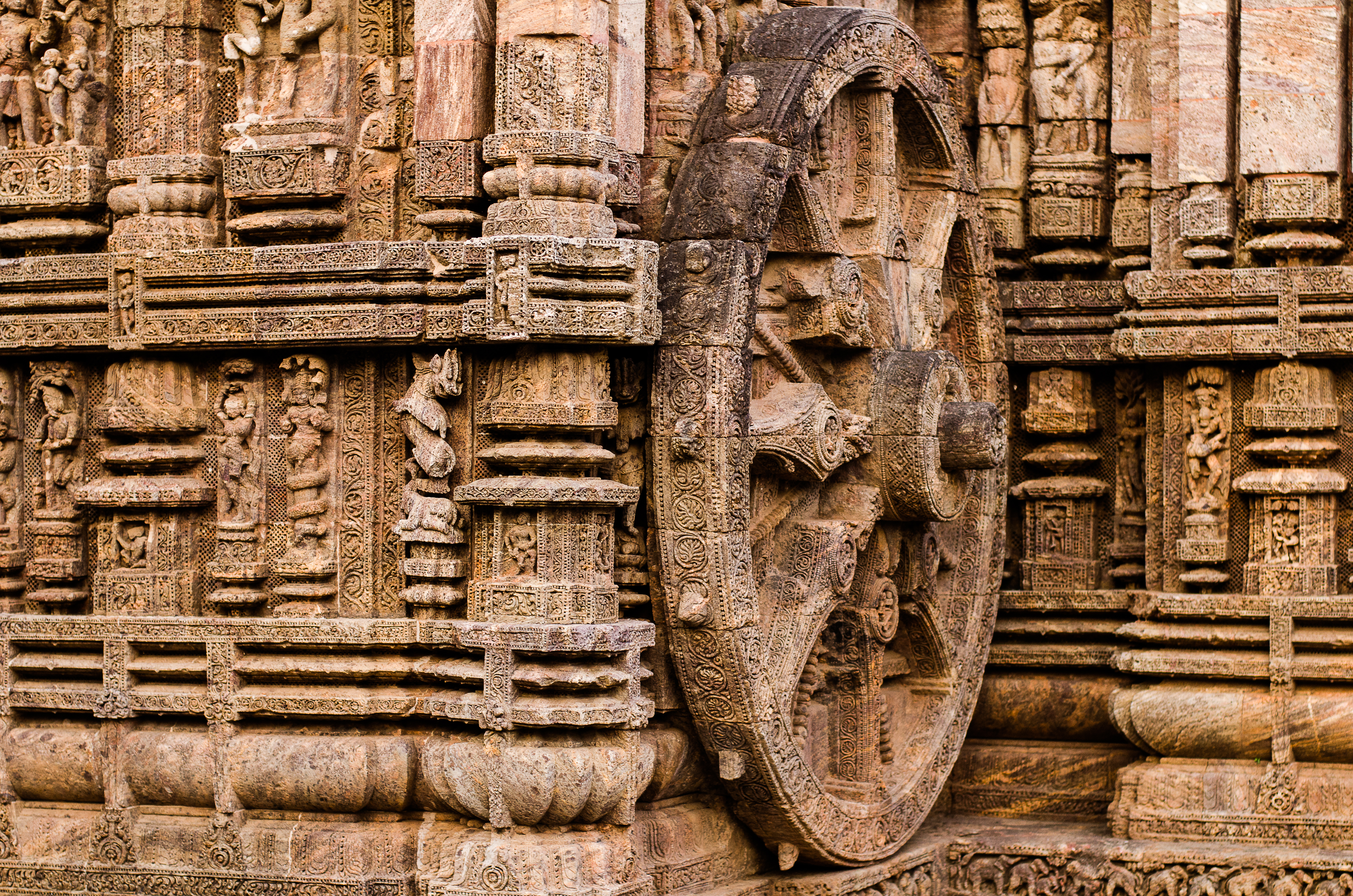
Una de las ruedas del carro del Templo del Sol de Konark.

Konark, Konarak , Konarka o Kanarak es una localidad en el distrito de Puri en el estado de Odisha, India. Se encuentra en la costa del Golfo de Bengala, a 60 kilómetros de la capital del estado, Bhubaneswar. Allí se encuentra la obra maestra del Templo del Sol del siglo VII, también conocido como la Pagoda Negra, debido al color de sus piedras y a los numerosos naufragios ocurridos en su costa, ya que los marineros que navegaban hacia Calcuta lo utilizaban como referencia de navegación. Su construcción se efectuó durante el reinado de Narasingha Deva I de la Dinastía Ganga Oriental.
El 16 de febrero de 1980, Konark cayó directamente en la zona del eclipse solar total.

## Etimología
Konârka se deriva de la palabra sánscrita Kona (que significa "ángulo") y la palabra Arka (que significa "sol") en referencia al templo que estaba dedicado al dios Sol Suria.

## Templo del Sol
Es Patrimonio de la Humanidad desde 1984. y también existe una colección de esculturas actualmente en el Museo del Templo del Sol, que es administrado por el Archaeological Survey of India.
El templo, hinduista del siglo XIII, destaca por su decoración escultórica, a base principalmente de un cuidado trépano y sus relieves eróticos (mithuna). Representa en piedra al gigantesco carro (ratha) del dios sol Suria con doce pares de ruedas esculpidas y tiro de siete caballos. Algunas de las ruedas llegan a 3 metros de diámetro. Solo seis de los siete caballos siguen en pie hoy día. El templo cayó en desuso después de que un enviado del emperador mogol Jahangir profanase el templo a principios del siglo XVII.
Según la leyenda, había un diamante en el centro del ídolo que reflejaba los rayos del sol. En 1627, el entonces Rajá de Jurda llevó el ídolo del Sol desde Konark al templo de Jagannath en Puri. El templo del Sol pertenece al tipo de arquitectura de los templos hindúes de la escuela de Kalinga. La alineación del Templo del Sol va de este a oeste. El santuario interior o vimana solía estar coronado por una torre o shikara, pero fue arrasado en el siglo XIX. La sala de audiencias o jagamohana sigue en pie y comprende la mayoría de las ruinas. El salón de danza o natmandir, que se encuentra sin cubierta  se sitúa en el extremo oriental de las ruinas sobre una plataforma elevada.

## Historia
En 1559, Mukunda Gajapati llegó al trono en Cuttack, aliándose con Akbar, frente a su enemigo, el Sultán de Bengala, Sulaiman Jan Karrani. Después de varias batallas, Odisha finalmente cayó, ayudada también por la agitación interna del estado. En 1568, el templo de Konark fue dañado por el ejército de Kalapahad, un general del sultán. También Kalapahad fue responsable de daños en otros templos durante la conquista.

## Demografía
Según el censo de India de 2011, Konark tenía una población de 16.779 habitantes. Los hombres constituían 8.654 (52%) de la población y las mujeres 8.125 (48%). Konark tenía una tasa promedio de alfabetización del 57%, menor que el promedio nacional del 59,5%: la alfabetización masculina era del 64% y la femenina del 49%. En Konark, el 14% de su población tenía menos de 6 años. Anteriormente, en 2001, contaba con una población de 15.013 habitantes.

## Turismo
Además de todo lo referente al Templo del Sol, Konark también es famosa por sus festivales, albergando un festival anual de danza llamado Konark Dance Festival o Konark Music and Dance Festival, dedicado a las típicas formas de danza clásica india, incluida la danza clásica tradicional de Odisha, la Odissi. El gobierno del estado también organiza anualmente el Festival Internacional de Arte de Arena en la playa de Chandrabhaga, a 3 kilómetros de Konark.
Los turistas suelen hacer de Kornak un recorrido que incluiría Bhubaneswar y Puri. Entre sus playas, aunque peligrosas, destaca la de Chandrabhaga y aproximadamente a 10 kilómetros al sur se encuentra la playa de Ramchandi con un moderno complejo vacacional donde también se encuentra el hinduista [[Templo de Maa Ramachandi]].